# Smithfield (Londen)

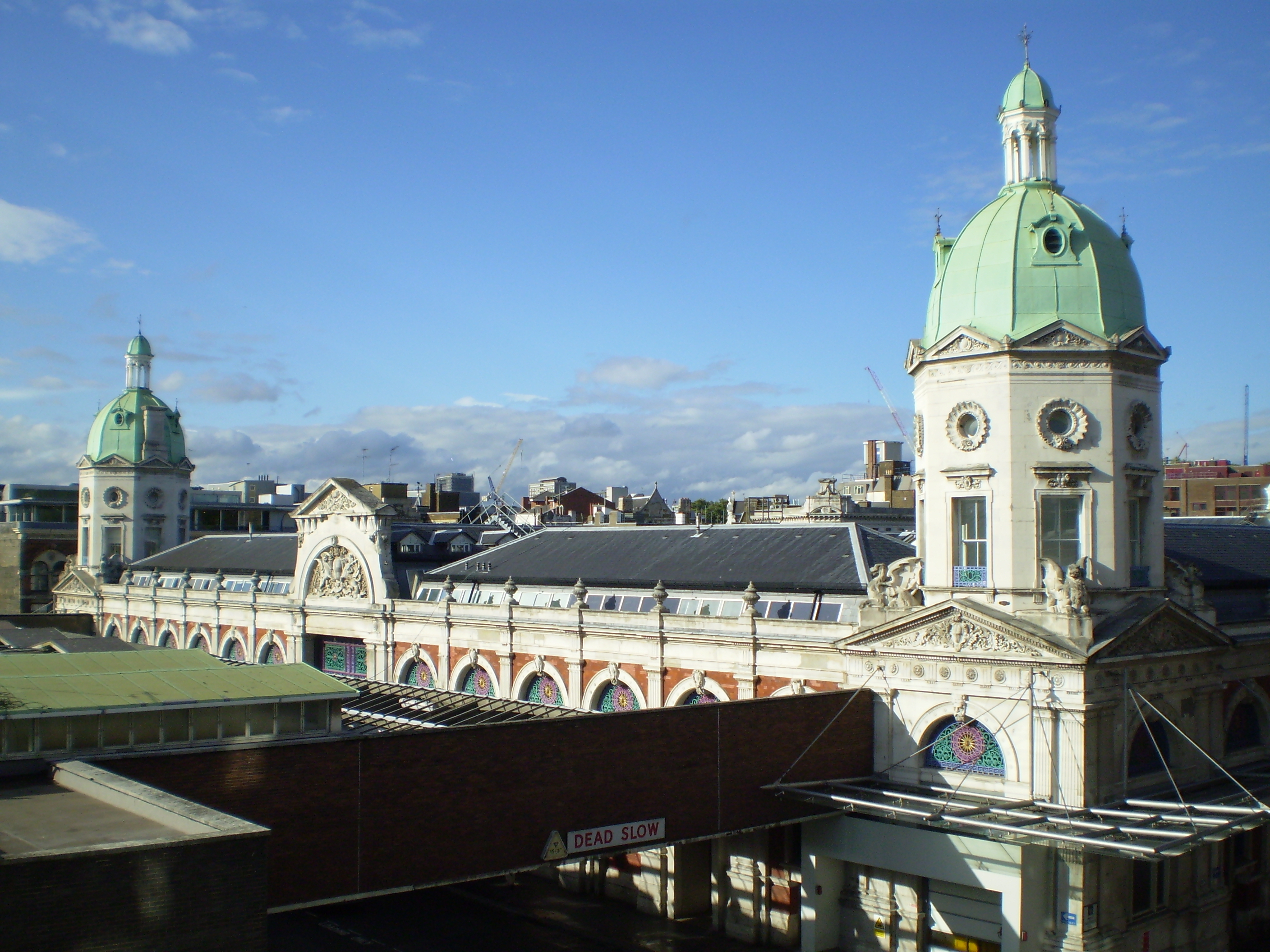
Smithfield Market

Smithfield, officieel West Smithfield, is een wijk in Londen. Het bevindt zich in Farringdon Without, aan de westkant van de City of London. In Smithfield is het marktgebouw Smithfield Market, de kerk St Bartholomew-the-Great en het ziekenhuis St Bartholomew's Hospital. In de wijk wordt de Bartholomew Fair gehouden, een jaarlijkse kermis gekoppeld aan een jaarmarkt.

## Geschiedenis
In 1123 verleende koning Hendrik I vergunning voor de bouw van een augustijnenklooster met een eigen ziekenhuis, uit dankbaarheid voor de verpleging tijdens zijn ziekte. Daarbij was de overste zijn voormalige hofnar Rahere, die hij goedgezind was. Hij stelde bouwgrond beschikbaar nabij de stadspoort Aldersgate. In 1133 gaf hij ook toestemming voor een jaarlijkse kermis en jaarmarkt ten bate van beide, op de naamdag van Sint Bartolomeus, de patroon van klooster en hospitaal.
De Bartholomew Fair groeide uit tot een driedaagse traditie, die begon aan de vooravond van 24 augustus met een processie van hoogwaardigheidsbekleders uit kerk en staat. De opening gebeurde door de burgemeester van Londen. In 1614 ging een toneelstuk van Ben Jonson in première dat zich afspeelt tijdens Bartholomew Fair. Ook Samuel Pepys vertelt in zijn dagboeken over zijn bezoeken aan de kermis. Maar in 1855 kwam er na zeven eeuwen een einde aan de Fair wegens de terugkerende vechtpartijen en andere ongeregeldheden. De jaarmarkt ging wel door, met de tentoonstelling van paarden met zeven benen, kalveren met twee koppen, prijsvechters en andere attracties.
Ook Bartholomew Abbey en andere kloosters die er later bijgekomen waren, ontkwamen in 1535 niet aan de naasting van kloostergebouwen door koning Hendrik VIII. Drie oversten uit Smithfield waren op 4 mei 1535 de eerste martelaren van de Engelse Reformatie. Het toezicht op markt en kermis ging daarna over op Lord Chancellor  Richard Rich en zijn familie. De kloosterkerk werd verkleind en aangepast aan de Anglicaanse ritus. Ze bleef gespaard bij de Grote brand van Londen in 1666, en is sindsdien de oudste kerk van de hoofdstad.
Ook Bartholomew Hospital hield met het verdwijnen van de fraters aanvankelijk op te bestaan, maar op aandringen van het stadsbestuur werd het in 1545 door de koning heropgericht als armenhuis. Het bestaat nog en werd academisch ziekenhuis van de Universiteit van Londen. In 1950 kwam de natuurkundige Joseph Rotblat er werken als hoogleraar. Het wordt door de Londenaren meestal "Barths" genoemd.